# Konståkning vid olympiska vinterspelen 1936 – Singel damer
Konståkning vid olympiska vinterspelen 1936 – Singel damer genomfördes 11 februari och 15 februari 1936
Det var 26 deltagare från 13 nationer.

## Medaljer
| Gren         | Guld              | Silver                 | Brons                  |
| Singel damer | Sonja Henie (NOR) | Cecilia Colledge (GBR) | Vivi-Anne Hultén (SWE) |

## Resultat
| Plats | Utövare                 | Stilpoäng |
| ----- | ----------------------- | --------- |
| 1     | Sonja Henie             | 424,5     |
| 2     | Cecilia Colledge        | 418,1     |
| 3     | Vivi-Anne Hultén        | 394,7     |
| 4     | Liselotte Landbeck      | 393,3     |
| 5     | Maribel Vinson          | 388,7     |
| 6     | Hedy Stenuf             | 387,6     |
| 7     | Emmy Putzinger          | 381,8     |
| 8     | Viktoria Lindpaitner    | 381,4     |
| 9     | Grete Lainer            | 373,4     |
| 10    | Etsuko Inada            | 368,1     |
| 11    | Mollie Phillips         | 366,2     |
| 12    | Audrey Peppe            | 363,3     |
| 13    | Angela Anderes          | 355,4     |
| 14    | Bianca Schenk           | 356,4     |
| 15    | Éva von Botond          | 356,1     |
| 16    | Belita Jepson-Turner    | 352,6     |
| 17    | Věra Hrubá              | 353,3     |
| 18    | Yvonne de Ligne         | 348,2     |
| 19    | Hertha Frey-Dexler      | 345,4     |
| 20    | Fritzi Metznerová       | 339,2     |
| 21    | Louise Weigel           | 336,4     |
| 22    | Estelle Weigel          | 324,5     |
| 23    | Alise Dzeguze           | 280,9     |
| -     | Gweneth Butler          | DNF       |
| -     | Constance Wilson-Samuel | DNF       |
| -     | Nanna Egedius           | DNF       |

Huvuddomare:
- Walter Jakobsson

Domare:
- Charles M. Rotch
- C.L. Wilson
- Fritz Schober
- Henri Hoyoux
- August Anderberg
- Wilhelm Bayerle
- Ladislav Fürst